# Helmut Winklhofer
Helmut Winklhofer est un ancien footballeur allemand né le 27 août 1961 à Fürstenzell, près de Passau. Il évoluait au poste de défenseur.
Il a joué au Bayer Leverkusen et au Bayern Munich. Il a remporté 3 titres de champion d'Allemagne avec le Bayern.

## Carrière
- 1981-1982 : Bayern Munich  Allemagne
- 1982-1985 : Bayer Leverkusen  Allemagne
- 1985-1990 : Bayern Munich  Allemagne[1]

## Palmarès
- Champion d'Allemagne en 1986, 1987 et 1989 avec le Bayern Munich
- Vainqueur de la Supercoupe d'Allemagne : 1987
- Vainqueur de la Coupe du monde des moins de 20 ans 1981 avec l'équipe d'Allemagne des moins de 20 ans